# أغا مهدييف
أغا جعفرأوغلو مهدييف (بالأذرية: Agha Mehdiyev) - رسام المناظر الطبيعية وبورتريه، فنان الشعب في جمهورية أذربيجان (2002).

## حياته ومشواره المهنية
ولد أغا جعفر أوغلو مهدييف في قرية لحيج لمحافظة مقاطعة إسماعيلي في 21 مارس عام 1920.
تخرج من المدرسة الفنون إسمه عزيم عزيمزاده. بعد دراسته فيها شارك أغا مهدييف العديد من المعارض.
يعتبر أول عمله الرئيسي هو المناظر الطبيعية (1946). كان أغا مهدييف عضوا في اتحاد الفنانين الاتحاد السوفيتي في 1934.
ونظمت معارض منفردة تتألف من أعماله في باكو في الأعوام 1961 و1970 و1981 و1988.
وعرضت أعماله في ألمانيا وهنغاريا ورومانيا وبلغاريا وإيطاليا والسويد والنمسا وكندا وفرنسا واليابان وبولندا وإسبانيا وتركيا وروسيا والولايات المتحدة الأمريكية ومصر والعراق وبلدان أخرى.
في عام 1987 ألف مهدييف لوحة "1937".
حصل أغا مهدييف على اسم فنان الشعب في جمهورية أذربيجان بموجب القرار لرئيس جمهورية أذربيجان السابق في 2002.
توفي فنان الشعب في باكو في 15 مايو عام 2003.